# Parudenus falklandicus
Parudenus falklandicus är en insektsart som beskrevs av Günther Enderlein 1910. Parudenus falklandicus ingår i släktet Parudenus och familjen grottvårtbitare. Inga underarter finns listade i Catalogue of Life.